# Instituto de vida consagrada
Um instituto de vida consagrada é uma associação de fiéis da Igreja Católica, erigida canonicamente pelas autoridades eclesiásticas competentes, para permitir que homens ou mulheres que professem publicamente os conselhos evangélicos por votos religiosos ou outros vínculos sagrados "através da caridade a que esses conselhos conduzem se unam de modo especial à Igreja e ao seu mistério». Eles são definidos no Código de Direito Canônico de 1983, nos cânones 573–730. A Congregação para os Institutos de Vida Consagrada e as Sociedades de Vida Apostólica tem a tutela eclesial dos institutos de vida consagrada.
A forma mais numerosa destes são os institutos religiosos, que se caracterizam pela profissão pública de votos, pela vida em comum como irmãos ou irmãs e por um certo grau de separação do mundo. Eles são definidos no Código de Direito Canônico de 1983, nos cânones 607–709. A outra forma é a dos institutos seculares, nos quais os membros vivem no mundo e trabalham pela santificação do mundo a partir de dentro.
Além de ser membro de um instituto, a vida consagrada também pode ser vivida individualmente; a Igreja Católica reconhece, como formas de vida consagrada individual, a dos eremitas (cânon 603) e das virgens consagradas (cânon 604).